# Pandémie de Covid-19 à Macao
La pandémie de Covid-19 à Macao démarre officiellement le 22 janvier 2020. À la date du 31 octobre 2022, le bilan est de 6 morts.

## Chronologie
Les deux premiers cas de Covid-19 sont signalés à Macao le 22 janvier 2020. Il s'agit d'une femme de 52 ans et d'un homme de 66 ans, tous deux originaires de Wuhan.